# Carin Cone
Carin Alice Cone, nach Heirat Carin Alice Vanderbush, (* 18. April 1940 in Huntington, New York) ist eine ehemalige Schwimmerin aus den Vereinigten Staaten. Sie erschwamm eine olympische Silbermedaille sowie zwei Goldmedaillen bei Panamerikanischen Spielen.

## Karriere
Carin Cone gewann von 1955 bis 1959 insgesamt 16 Meistertitel der Amateur Athletic Union im Rückenschwimmen und blieb in dieser Zeit bei den Meisterschaften ungeschlagen. Bei den Olympischen Spielen 1956 in Melbourne erreichten acht Schwimmerinnen das Finale, die alle jünger als 20 Jahre waren. Im Endlauf schlugen die Britin Judy Grinham und Carin Cone zeitgleich in der Weltrekordzeit von 1:12,9 min an. Da eine Vergabe von zwei Goldmedaillen im Regelwerk nicht vorgesehen war, erklärte die Jury nach einer Viertelstunde Beratung mit Mehrheitsentscheidung Grinham zur Olympiasiegerin und Cone zur Olympiazweiten.
Bei den Panamerikanischen Spielen 1959 in Chicago siegte Carin Cone über 100 Meter Rücken vor der Kanadierin Sara Barber. Die Lagenstaffel aus den Vereinigten Staaten mit Carin Cone, Anne Bancroft, Becky Collins und Chris von Saltza erschwamm die Goldmedaille mit 14 Sekunden Vorsprung vor den Kanadierinnen. 1960 konnte sich Carin Cone nicht für das Olympiateam qualifizieren und beendete ihre Karriere.
Carin Cone besuchte zunächst die Ridgewood High School und trainierte bei Marie Giardine. Während ihres Studiums an der University of Houston trainierte sie bei Phil Hansel. 1962 heiratete sie den Footballer Al Vanderbush. Später schwamm sie für den Shamrock SC und war erfolgreich bei den Masters-Schwimmern. 1984 wurde Cone in die International Swimming Hall of Fame (ISHOF) aufgenommen.